# Journal of Cranio-Maxillo-Facial Surgery
Das Journal of Cranio-Maxillo-Facial Surgery, abgekürzt J. Cranio-MaxilloFac. Surg., ist eine wissenschaftliche Fachzeitschrift, die vom Elsevier-Verlag im Auftrag der European Association for Cranio-Maxillofacial Surgery veröffentlicht wird. Die Zeitschrift wurde 1973 unter dem Namen Journal of Maxillofacial Surgery gegründet und erweiterte den Namen 1987 auf Journal of Cranio-Maxillofacial Surgery. Sie erscheint mit sechs Ausgaben im Jahr. Es werden Arbeiten veröffentlicht, die sich mit der Mund-, Kiefer- und Gesichtschirurgie beschäftigen.
Der Impact Factor lag im Jahr 2014 bei 2,933. Nach der Statistik des ISI Web of Knowledge wird das Journal mit diesem Impact Factor in der Kategorie Chirurgie an 38. Stelle von 198 Zeitschriften und in der Kategorie Zahnmedizin an elfter Stelle von 88 Zeitschriften geführt.